# オーボエソナタ (サン＝サーンス)
オーボエソナタ（Sonate pour Hautbois avec accompagnement de Piano）ニ長調 作品166は、カミーユ・サン＝サーンスが作曲したオーボエとピアノのためのソナタである。 

## 概要
サン＝サーンスはその死の年である1921年に、レパートリーに恵まれていない楽器に貢献しようと考えて、管楽器のためのソナタを複数書く計画を立てた。結局、オーボエソナタ、クラリネットソナタOp.167、バスーンソナタOp.168を完成させた時点で計画は中断してしまい、3曲ともにサン＝サーンスの「白鳥の歌」とも呼ばれる。いずれも熟練した楽器の扱いが見られ、清澄な響きと簡潔な表現が特徴的な名作で、それぞれの楽器の重要なレパートリーとなっている。
サン＝サーンスはこれらのソナタを作曲するにあたって、親交のあった奏者に協力を仰いでいる。この作品の場合はパリ音楽院管弦楽団の首席オーボエ奏者ルイ・バ（Louis Bas）の助言があり、作品は彼に献呈された。

## 構成
全3楽章で、演奏時間は11分程度。伝統的な急―緩―急の形式ではなく、指示上では楽章ごとにテンポが速くなっていくように配列されている。
第1楽章 アンダンティーノ
ニ長調、3/4拍子。三部形式。ウェストミンスターの鐘と同じ音形によって穏やかに始まる。中間部は変ホ長調となり、節度を保ちながらも昂揚する。
第2楽章 アレグレット
変ロ長調、9/8拍子。「自由に」（ad libitum）と指示されたカデンツァ風の序奏と後奏が付く。主部はジーグ風のリズムが中心で、色彩的な和声が移ろう。
第3楽章 モルト・アレグロ
ニ短調―ニ長調、2/4拍子。三連符と16分音符が交錯する、トッカータ風の軽快なロンド。速いパッセージが多く含まれ、オーボエの技巧が発揮される。